# Mukhya-Upanishaden
Die Mukhya-Upanishaden sind die zehn ältesten Upanishaden, die im Zeitraum 5. Jahrhundert v. Chr. bis 4. Jahrhundert entstanden und dann im 9. Jahrhundert vom indischen Gelehrten Shankara (788 bis 820) kommentiert wurden.

## Etymologie
Das Sanskritwort मुख्य – mukhya bedeutet führend, vorrangig, hauptsächlich oder herausragend.

## Beschreibung
Die Mukhya-Upanishaden, die den Muktika-Kanon aus 108 Upanishaden anführen, werden auch als Dashopanishaden (zehn Upanishaden) bezeichnet. Sie sind wahrscheinlich alle noch vor Christi Geburt entstanden. Sie werden von sämtlichen Hindus als Shruti (Offenbarungsschriften) akzeptiert.
In der folgenden Aufstellung sind sie zusammen mit der Abkürzung, dem zugehörigen Veda (Rigveda RV, Samaveda SV, Yajurveda YV, Weißer Yajurveda ŚYV, Schwarzer Yajurveda KYV und Atharvaveda AV)  und einem Untertitel aufgeführt:
| N°  | Upanishad                | Abkürzung | Veda | Untertitel                     |
| --- | ------------------------ | --------- | ---- | ------------------------------ |
| 1.  | Isha-Upanishad           | (IsUp)    | ŚYV  | Die innere Regel               |
| 2.  | Kena-Upanishad           | (KeUp)    | SV   | Was bewegt die Welt?           |
| 3.  | Katha-Upanishad          | (KaUp)    | YV   | Der Tod als Lehrmeister        |
| 4.  | Prashna-Upanishad        | (PrUp)    | AV   | Atem des Lebens                |
| 5.  | Mundaka-Upanishad        | (MuUp)    | AV   | Die verschiedenen Wissensarten |
| 6.  | Mandukhya-Upanishad      | (MaUp)    | AV   | Die Stufen des Bewusstseins    |
| 7.  | Taittiriya-Upanishad     | (TaiUp)   | KYV  | Von der Speise zum Genuß       |
| 8.  | Aitareya-Upanishad       | (AiUp)    | RV   | Der Mikrokosmos des Menschen   |
| 9.  | Chandogya-Upanishad      | (ChhUp)   | SV   | Lied und Opfer                 |
| 10. | Brihadaranyaka-Upanishad | (BrUp)    | ŚYV  | ?                              |

Anmerkung: Die Untertitel zu den einzelnen Upanishaden stammen vom Hindu-Schriftsteller Eknath Easwaran.
Nikhilananda (1963) rechnet als 11. Upanishad die Svetasvatara-Upanishad (ŚvetUp) zu den Mukhya-Upanishaden.
Hume (1921) listete 13 Prinzipielle Upanishaden auf, darunter ebenfalls die Svetasvatara-Upanishad sowie die Kaushitaki-Upanishad und die Maitri-Upanishad. In seinem Beitrag Die hauptsächlichen Upanishaden (1953) liefert Sarvepalli Radhakrishnan den Text und die englische Übersetzung  von insgesamt 18 Upanishaden. Darunter befinden sich die 13 bei Hume bereits angeführten Werke und zusätzlich die Subāla-, Jābāla-, Paiṅgala-, Kaivalya- und die Vajrasūcikā-Upanishad (Muktika-Nummern 30, 13, 59, 12 und 36).

## Datierung
Sprachwissenschaftlich sind die ältesten Mukhya-Upanishaden die Brihadaranyaka- und die Chandogya-Upanishad. Diese gehören beide zur Brahmana-Periode des vedischen Sanskrit und sind zeitlich noch vor dem indischen Grammatiker Panini (520 bis 460 v. Chr.) angesiedelt (d. h. vor dem 5. Jahrhundert v. Chr.). Jüngere Upanishaden wie die Katha-Upanishad wurden zu Lebzeiten Paninis verfasst und gehören zur Sutra-Periode des spätvedischen Sanskrit. Die jüngsten Upanishaden sind bereits in frühem, klassischen Sanskrit geschrieben und sind in etwa zeitgleich zur Bhagavad Gita, die während der Maurya-Dynastie entstand (320 bis 180 v. Chr.).